# Phil Robertson
Phil Alexander Robertson (Vivian, Louisiana, 24 de abril de 1946 - 25 de mayo de 2025) fue un cazador profesional, empresario y personalidad televisiva estadounidense que fue el fundador de la empresa de productos de caza Duck Commander. Fue una estrella de telerrealidad en la popular serie de televisión Duck Dynasty y también participó en el programa de televisión Duck Commander, un programa de caza en Outdoor Channel. Se desempeñó como patriarca de la familia Robertson de la dinastía Duck.
Asistió a la Universidad Tecnológica de Luisiana, donde jugó fútbol. Obtuvo una maestría en educación y pasó varios años enseñando antes de fundar Duck Commander, una empresa de equipos de caza.
Robertson fue objeto de controversia después de una entrevista que realizó en 2013 con la revista GQ, donde dijo que el comportamiento homosexual era pecaminoso. Como resultado, A&E lo suspendió de Duck Dynasty. Ante una fuerte reacción de sus partidarios, A&E levantó la suspensión después de nueve días.
En septiembre de 2023, se estrenó en los cines una película biográfica sobre los primeros años de vida de Robertson, The Blind .

## Primeros años y educación
Robertson nació en Vivian, Luisiana, el 24 de abril de 1946. Fue el quinto de siete hijos de Merritt ( de soltera Hale) y James Robertson. Debido a los reveses económicos sufridos durante su infancia, la familia vivió en condiciones difíciles, sin electricidad, ni baño, ni bañera. La familia rara vez iba al pueblo a comprar alimentos y, en cambio, "vivían de las frutas y verduras que cultivaban en su jardín; la carne de ciervo, ardillas, pescado y otros animales que cazaban y pescaban; y los cerdos, pollos y ganado que criaban".
En su libro Happy, Happy, Happy, Robertson recuerda que "Era la década de 1950 cuando yo era un niño, pero vivíamos como si fuera la década de 1850". ... pero siempre fuimos felices, felices, felices sin importar las circunstancias." 
A medio camino entre Vivian y Hosston se encuentra la cabaña de madera restaurada donde nació Robertson. La propiedad pertenece al primo de Robertson, Nathan Hale.

### Universidad y fútbol

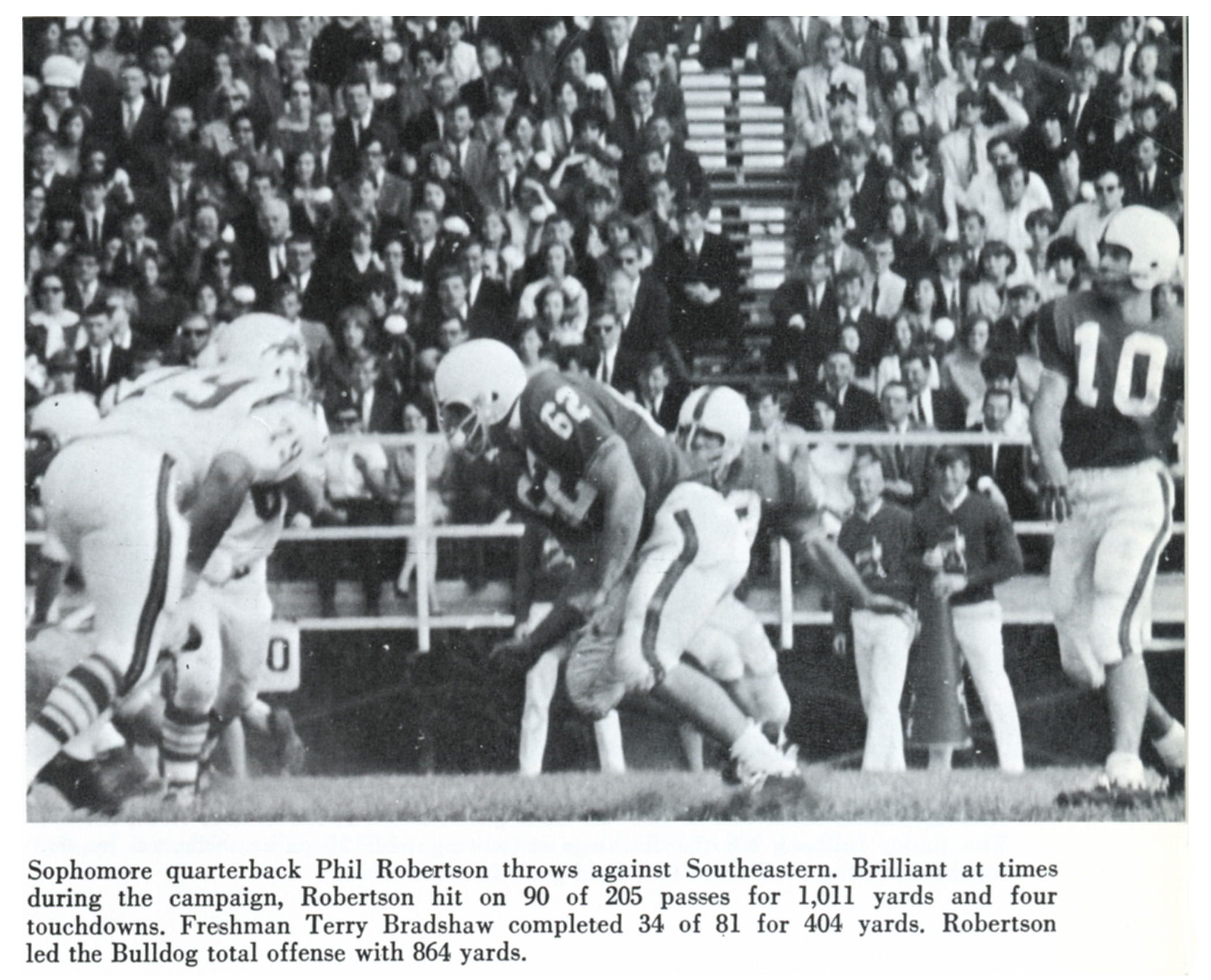
Robertson lanza contra los Southeastern Louisiana Lions.

Como atleta en la escuela secundaria, Robertson fue seleccionado para el equipo estatal en fútbol, béisbol y atletismo, lo que le brindó la oportunidad de asistir a Louisiana Tech en Ruston con una beca de fútbol a fines de la década de 1960. En Tech, jugó como mariscal de campo titular de los Bulldogs, por delante del miembro del Salón de la Fama del Fútbol Americano Profesional Terry Bradshaw, la primera selección general del draft de la NFL de 1970. Cuando llegó a Tech en 1966, Bradshaw causó un frenesí mediático debido a su reputación de ser una sensación del fútbol de la cercana Shreveport. Robertson estaba un año por delante de Bradshaw, y fue titular durante dos temporadas en 1966 y 1967, y eligió no jugar en 1968.
En Louisiana Tech, Robertson completó 179 de 411 intentos de pase para 2,237 yardas. Lanzó 12 touchdowns, pero tuvo 34 intercepciones. Se pensaba que Robertson tenía potencial para una carrera profesional, pero estaba más interesado en la caza. Bradshaw dijo sobre el amor de Robertson por la caza que "Phil Robertson, amaba la caza más que el fútbol. Venía a practicar directamente desde el bosque, con colas de ardilla colgando de sus bolsillos, plumas de pato en su ropa. Claramente era un buen tirador, así que nadie se quejó demasiado". Cuando se le propuso jugar profesionalmente para los Washington Redskins, Robertson se negó porque jugar al fútbol entraría en conflicto con su caza. Además, para él, el fútbol era solo una cuestión de completar su beca, mientras que Bradshaw prácticamente vivía y respiraba este deporte. Robertson lo expresó así: "Terry fue a por los dólares, y yo fui tras los patos".
Posteriormente, Robertson obtuvo una licenciatura en educación física y una maestría en educación.

## Carrera
Robertson inicialmente enseñó en la escuela durante varios años  antes de convertirse en pescador comercial. Vivía en una caravana y dirigía un bar honkytonk en 1975. Robertson agredió al dueño de un bar y a su esposa después de una discusión.
Como ávido cazador de patos, Robertson no estaba satisfecho con el estado de los reclamos para patos. Comenzó a experimentar con la creación de un llamado que produjera el sonido exacto de un pato. Inventó su primer llamado Duck Commander en 1972. Recibió una patente para este llamado y la Duck Commander Company se constituyó en 1973. Hoy en día, la compañía de Duck Commander es un negocio multimillonario, dirigido por su hijo, Willie Robertson. Robertson y su familia fueron retratados en la serie de telerrealidad de A&E Duck Dynasty, que se emitió entre 2012 y 2017, y cubrieron su vida cotidiana dentro de Duck Commander.
Robertson apareció en la película Torchbearer de Steve Bannon, en la que habla sobre lo absurdo de la vida sin Dios, utilizando eventos como el Holocausto para ilustrar el punto. En octubre de 2017, Robertson se unió a CRTV como colaborador, presentando In the Woods con Phil .  En septiembre de 2023, The Blind: The True Story of the Robertson Family se estrenó en cines de todo el país. La película detalla los tumultuosos primeros años de Robertson, su esposa y su familia hasta 1985, antes de su fama en Duck Dynasty.

## Controversias
El 18 de diciembre de 2013, A&E anunció la suspensión indefinida de Phil Robertson tras una entrevista concedida a Drew Magary para la revista GQ. Durante la entrevista, publicada en la edición de enero de 2014 bajo el título “¿Qué demonios?”, se le preguntó a Robertson qué consideraba pecado. Su respuesta fue: “Empieza con la conducta homosexual y de ahí evoluciona: la zoofilia, acostarse con esta mujer, aquella mujer, esa otra y con aquellos hombres”. Luego parafraseó un pasaje bíblico de 1 Corintios: “No se engañen. Ni los adúlteros, ni los idólatras, ni los prostitutos, ni los homosexuales, ni los avaros, ni los borrachos, ni los calumniadores, ni los estafadores heredarán el reino de Dios. No se engañen. No está bien”. Robertson también cuestionó el atractivo de las relaciones homosexuales, afirmando que, desde su perspectiva, la vagina es más atractiva para un hombre. No obstante, añadió que no juzga a nadie personalmente y que deja eso en manos de Dios, diciendo:  “Simplemente los amamos y les damos las buenas noticias sobre Jesús, ya sean homosexuales, borrachos o incluso terroristas. Dejamos que Dios se encargue de ellos, ¿me entiendes?”
En respuesta a las críticas iniciales, A&E publicó una declaración de Robertson que decía: "Nunca trataría a nadie con falta de respeto sólo porque es diferente a mí". Más tarde ese mismo día la cadena anunció su suspensión. Después de una fuerte reacción de los partidarios, incluida una página de Facebook que acumuló 1,5 millones de "me gusta" y declaraciones de figuras políticas condenando la medida, A&E levantó la suspensión antes de que el programa se viera afectado; ningún episodio se vio afectado.

### Comentarios de la CPAC
En 2015, Robertson volvió a generar controversia al recibir el Premio Breitbart al Defensor de la Primera Enmienda. Durante un discurso de media hora ante la CPAC, afirmó que las enfermedades de transmisión sexual son el legado de los nazis, los comunistas, los beatniks y los hippies, una afirmación sin evidencia alguna. También relató una anécdota larga y gráfica sobre el asesinato de un ateo y su familia, en la que los agresores decían: «Pero tú eres quien dice que no hay Dios, que no existe lo correcto ni lo incorrecto, así que solo nos estamos divirtiendo». Sus declaraciones se volvieron virales. Jancelewicz, Chris (March 24, 2015). "Phil Robertson, 'Duck Dynasty' Star, Delivers Speech About Atheist Family Getting Raped And Killed" . 

## Vida personal
Robertson y Marsha "Miss Kay" Carroway comenzaron a salir en 1964 como "novios de la secundaria". La pareja se casó en 1966.  A pesar de los problemas iniciales en su matrimonio debido al "estilo de vida de sexo, drogas y rock and roll" de Robertson, un editorial de 2013 publicado por Kelly Woo, corresponsal de Yahoo! TV, describió la unión de los Robertson como un "matrimonio sólido y duradero". Su primer hijo, Alan, nació mientras asistían a la universidad.
Robertson era un cristiano devoto, miembro y anciano de la Iglesia de Cristo de White's Ferry Road  en West Monroe, y hablaba abiertamente de sus creencias. Tuvo varios problemas personales cuando tenía 20 años, incluido el consumo excesivo de alcohol, lo que provocó la separación del matrimonio por un tiempo y atribuyó a un despertar religioso posterior el haber podido superar los problemas. Robertson se opuso al aborto y lo calificó como una violación de la Declaración de Independencia. Habló frecuentemente sobre el tema durante apariciones públicas. En 2013, junto con el coautor Mark Schlabach, Robertson publicó unas memorias tituladas Happy, Happy, Happy.
En una elección especial de la Cámara de Representantes de 2013, Robertson hizo un comercial de televisión apoyando a Vance McAllister, un candidato republicano para el distrito natal de la familia Robertson, Louisiana's 5th congressional district. McAllister, que nunca había ocupado un cargo político, derrotó al que se consideraba favorito, el senador estatal Neil Riser. Muchos atribuyeron la fuerza de la victoria de McAllister al apoyo de Robertson. En 2016, Phil Robertson apoyó a Ted Cruz para presidente. Cuando Cruz abandonó la carrera, Robertson, mientras estaba en Cannes, Francia, apoyó a Donald Trump para presidente. En las elecciones especiales para el Senado de Estados Unidos en Alabama en 2017, apoyó a Roy Moore.
En diciembre de 2016 o enero de 2017, después de que Ben Carson renunciara a la presidencia del proyecto "Lucha por la Corte" del American Legacy Center, Robertson llenó la vacante. El 28 de mayo de 2020, se reveló que Robertson se enteró de que tenía una hija llamada Phyllis, fruto de una aventura en la década de 1970. En 2024 le diagnosticaron la enfermedad de Alzheimer.
Robertson murió a la edad de 79 años el 25 de mayo de 2025. No se anunció la causa de la muerte, pero se sabe que Robertson sufría problemas de salud. Su nuera dijo que se llevará a cabo un servicio privado y una celebración pública de la vida.